# BAGázs Közhasznú Egyesület
A BAGázs Közhasznú Egyesület a társadalmi egyenlőtlenségek és előítéletek felszámolásáért dolgozó nonprofit szervezet.

## A BAGázs történetének főbb mérföldkövei

### Az előzmények: a nyári tábor
A BAGázs története 2010-re nyúlik vissza, amikor a bagi romatelepen pártfogó felügyelőként dolgozó Both Emőke, az egyesület későbbi alapítója és elnöke, felfigyelt a kirívó bűnözési mutatókra és a felfokozott kábítószerhasználatra. Ezért még abban az évben kéthetes nyári tábort szervezett a helyi gyermekjóléti szolgálattal összefogva, amelyhez Budapesten toborzott fiatal önkénteseket. A táborban minden nap tartottak valamilyen kézműves, sport vagy készségfejlesztő foglalkozást a telep utcáin, főként az ott élő fiataloknak.
Az önkéntesek jelentős része a tábort követően is visszajárt a telepre hétvégi gyerekfoglalkozásokat tartani.

### A kezdetek
Miközben a bagi gyerekek hétvégi foglalkozásai tovább folytatódtak, 2011-ben hivatalosan is megalakult a BAGázs Közhasznú Egyesület. 2012-ben vette kezdetét az első, kifejezetten az ifjúságot célzó mentorprogram, beindult az Iskolai Közösségi Szolgálat (IKSZ), majd BAGázs FC néven létrejött a telep saját futballklubja. 
A helyi közösség tagjai egyre nyitottabbá és befogadóbbá váltak, 2012-ben már 110 fiatal vett részt a foglalkozásokon. A következő évben felnőtt nők részére kezdeményezett mentorprogramból nőtt ki a Női klub. Szintén 2013-ra datálható az együttműködés megkezdése a Prezivel, akikkel 690 önkéntes napot töltöttek el Bagon.

### A folytatás: a célzott megoldásoktólDányig
Az egyesület növekedése és támogatói körének szélesedése lehetőséget adott arra, hogy szinte minden, a telepen jelenlévő problémahalmazra külön-külön és együttesen lehessen reagálni. A BAGázs Jogklinikát például a telepen artikulálódott igény hívta életre: a közösség tagjaitól sorra érkeztek olyan ügyek, amelyeket a hivatalok már régen elsüllyesztettek, ahogyan olyanok is, amelyekben a telepen élők kaptak ugyan jogi útmutatást, ám azzal nem igazán tudtak mit kezdeni.
A Jogklinika sikerén felbuzdulva alakult meg az Adósságkezelő csoport, amely létrejöttének körülményeit tekintve is sok rokon vonást mutatott az előzővel: egyre többen jelezték ugyanis, hogy szeretnének megszabadulni az adósságaiktól, „becsületesen élni és beilleszkedni a társadalomba”.
Szintén közösségi kezdeményezésre indult el 2016-ban a Felnőttoktatás program: a motiváció egyeseknél a továbbtanulás vagy szakmaszerzés volt, mások versenyképes munkahelyre vágytak, ám akadtak olyanok is, akik gyerekeiknek, unokáiknak akartak példát mutatni. A 2016-os esztendő két szakmai elismerést is hozott a BAGázsnak: a Jogklinika program kiérdemelte a nemzetközi társadalmi innovációs elismerést, a SozialMarie díjat, míg a Prezivel való együttműködésért a Nonprofit Információs és Oktató Központ (NIOK) Alapítvány Civil Díjat adományozott a szervezetnek.
A nagyszabásúak mellett több kisebb, a felnőtteket bevonó vagy készségeiket fejlesztő, vállalkozási ismeretek megszerzését célzó projekt is kezdetét vette az évek során. Az egyesület 2017-ben látta elérkezettnek az időt arra, hogy meglévő tapasztalatait egy újabb telepen, Dányban is hasznosítsa.

### A jelen
A BAGázs Közhasznú Egyesület jelenleg tíz munkatárssal és 120 önkéntessel összesen 75 családdal foglalkozik a bagi és a dányi cigánytelepeken, nyolc futó program keretein belül. Szponzoraik közé tartozik a BlackRock innovatív labja és a Morgan Stanley budapesti elemzőközpontja.

### Jövőbeli tervek
1. A Bagon és Dányon élő gyerekek megerősítése azért, hogy javuljon az iskolai teljesítményük, csökkenjenek a hiányzásaik, és a bűnelkövetés helyett is valós alternatívát kapjanak. Ennek érdekében támogatást nyújt a szervezet, hogy a felnőttek megerősödjenek szülői szerepükben. A felnőtteket emellett arra ösztönözik, hogy elérhető célokat tűzzenek ki maguk elé, és meg is valósítsák ezeket (adósságkezelés, munkába elhelyezkedés vagy akár telepről történő kiköltözés).
2. A helyi ellátórendszer tagjaival erősítik az együttműködést, annak érdekében, hogy támogathassák a szakembereket a feladataik egyre hatékonyabb elvégzésében.
3. A helyi szinten megjelenő rendszer anomáliákat azonosítása és kommunikációja, ezek alapján javaslattétel nem csak helyi szinten, hanem rendszerszinten is.

## Díjak
- SozialMarie díj a Jogklinika programnak (2016)
- NIOK Alapítvány Civil Díja a Prezivel való együttműködésért (2016)